# Mistrzostwa Polski w Łyżwiarstwie Figurowym 2006
Mistrzostwa Polski w łyżwiarstwie figurowym 2005/2006 odbyły się w dniach od 9 do 11 grudnia 2005 w Krynicy.
Zawody rozegrane zostały wśród seniorów i juniorów, we wszystkich dyscyplinach jazdy figurowej oraz w jeździe synchronicznej.

## Medaliści

### Seniorzy
| Kategoria             | złoto                                       | srebro                 | brąz                     |
| --------------------- | ------------------------------------------- | ---------------------- | ------------------------ |
| Solistki (SP;LP)      | Sabina Wojtala (2;1)                        | Ilona Senderek (1;3)   | Adriana Grabowska (4;2)  |
| Soliści (SP;LP)       | Przemysław Domański (1;1)                   | Bartosz Domański (3;2) | Maciej Lewandowski (2;3) |
| Tańce (CD;OD;FD)      | Aleksandra Kauc & Michał Zych (1;1;1)       | ----                   | ----                     |
| Pary sportowe (SP;LP) | Dominika Piątkowska & Dmitrij Chromin (1;1) | ----                   | ----                     |
| Synchron (SP;LP)      | ----                                        | ----                   | ----                     |

### Juniorzy
| Kategoria             | złoto                                    | srebro                                       | brąz                    |
| --------------------- | ---------------------------------------- | -------------------------------------------- | ----------------------- |
| Solistki (SP;LP)      | Joanna Sulej (1;2)                       | Laura Czarnotta (2;3)                        | Zsa Zsa Riordan (6;1)   |
| Soliści (SP;LP)       | Mateusz Chruściński (1;1)                | Maciej Cieplucha (2;2)                       | Sebastian Iwasaki (3;3) |
| Tańce (CD;OD;FD)      | Joanna Budner & Jan Mościcki (1;2;1)     | Milena Szymczyk & Maciej Bernadowski (2;1;2) | ----                    |
| Pary sportowe (SP;LP) | Krystyna Klimczak & Janusz Karweta (1;1) | Aneta Michałek & Bartosz Paluchowski (2;2)   | ----                    |
| Synchron (SP;LP)      | Amber-Dance (1;1)                        | ----                                         | ----                    |

## Objaśnienia skrótów
SP – program krótki
LP – program dowolny
CD – taniec obowiązkowy
OD – taniec oryginalny
FD – taniec dowolny